# E-Rotic
Az E-Rotic egy német eurodance zenét játszó együttes, legjobban ismert számaik a: Max Don't Have Sex With Your Ex, Fred Come To bed, Willy use a Billy... Boy, Turn me on, Kiss Me, Queen of light, King Kong. 

## Diszkográfia

### Albumok
- Sex Affairs (1995)
- The Power Of Sex (1996)
- Sexual Madness (1997)
- Thank You For The Music (1997, ABBA-Tribute)
- Kiss Me (Japan, 1999)
- Mambo No. Sex (Deutschland, 1999)
- Gimme Gimme Gimme (Japan, 2000)
- Missing You (Deutschland, 2000)
- Sexual Healing (Japan, 2001)
- Sex Generation (2001)
- Cocktail E-Rotic (Japan, 2003)
- The Power Of Ballads (2004)
- Lust For Life (2006)

### Válogatás albumok
- Greatest Tits (1998)
- E-Rotic Megamix (Japan, 2000)
- The Very Best Of (Japan, 2001)
- The Collection (Japan, 2002)
- Total Recall (Japan, 2003)
- Total Recall (Deutschland, 2003)

### Kislemezek
- Max Don't Have Sex With Your Ex (1994)
- Final Heartbreak (1995)
- Fred Come To Bed (1995)
- Sex On The Phone (1995)
- Willy Use A Billy ... Boy (1995)
- Help Me Dr. Dick (1996)
- Fritz Love My Tits (1996)
- Gimme Good Sex (1996)
- The Winner Takes It All (1997)
- Thank You For The Music (1997)
- Turn Me On (1997)
- Baby Please Me (1998)
- Die geilste Single der Welt (1998)
- Oh Nick Please Not So Quick (1999)
- Kiss Me (1999)
- Mambo No. Sex (1999)
- Gimme Gimme Gimme (2000)
- Queen Of Light (2000)
- Don't Make Me Wet (2000)
- Billy Jive (With Willy's Wife) (2001)
- King Kong (2001)
- Max Don't Have Sex With Your Ex 2003 (2003)
- Max Don't Have Sex With Your Ex 2005 (2005) E-rotic vs. Twister
- I'm Over You (2007)